# Антилопа (судно, 1546)
Антилопа (англ. Antelope) — англійське військове трищоглове судно, галеас. Побудоване у 1546 році за правління короля Генріха VIII, згодом перебудоване у галеон. Брало участь у битвах з іспанською Великою Армадою у 1588 році.

## Історія
«Антилопа» побудована в 1546 році як гребне та вітрильне судно. На момент будівництва водотоннажність становила 300 тонн, озброєння складалося з 30 гармат, а екіпаж — 170 осіб. У 1558 році корабель було переобладнано в галеон, залишився лише парусний привід, а водотоннажність збільшена до 341 тонни. Екіпаж складався зі 160 осіб (114 матросів, 16 артилеристів та 30 солдатів). В цей час Антилопа несла 26 важких і 12 легких гармат.
У 1588 році Антилопа брала участь у битвах з Великою Армадою. Капітаном був сер Генрі Палмер і галеон належав до ескадрону лорда Генрі Сеймура. Після битви при Гравелінах переслідував іспанські кораблі. У 1597 році Антилопа, якою тоді командував капітан сер Томас Вавасур, брала участь у невдалій експедиції на Азорські острови під керівництво графа Ессекського та сером Волтера Релі. Після чергової реконструкції в 1618 році водотоннажність становила 450 тонн, а озброєння складалося з 34 гармат. У 1620—1621 роках брав участь у невдалій експедиції Роберта Мансела на Алжир. У 1624 році судно було сильно пошкоджене під час шторму. Воно сіло на мілину, втратило всі щогли та кермо.
Під час Громадянської війни в Англії Антилопа була у володінні роялістів. Навесні 1649 року Антилопу захопив і спалив HMS Hapy Entrance, що належав до парламентських сил.